# 陳幸同
陳幸同（1997年5月27日—），遼寧沈阳人，中國女子乒乓球運動員。

## 運動員生涯
2017年無錫亞錦賽，陳幸同與周雨拍檔於混雙決賽中以3-1的比分戰勝日本的森薗政崇及伊藤美誠組合，奪得混雙金牌。
2023年德班世乒赛，陳幸同於女單四強賽中以1-4的比分不敵隊友陳夢，獲得女單季軍。同年的平昌亞錦賽，陳幸同於女單四強賽中以2-3的比分不敵隊友孫穎莎，獲得女單季軍；團體賽則以3-0的比分橫掃韓國隊，獲得女團冠軍。
2024年阿斯塔纳亞錦賽，陳幸同與蒯曼拍檔於以0-3的比分不敵日本的大藤沙月及橫井咲櫻組合，獲得女雙季軍；團體賽亦以1-3的比分不敵日本隊，獲得女團亞軍。
2025年澳門世界杯，陳幸同於女單四強賽中以1-4的比分不敵隊友孫穎莎，獲得女單季軍。同年的多哈世乒赛，陳幸同於女單四強賽中亦以0-4的比分不敵隊友王曼昱，獲得女單季軍。